# Frostsprängning

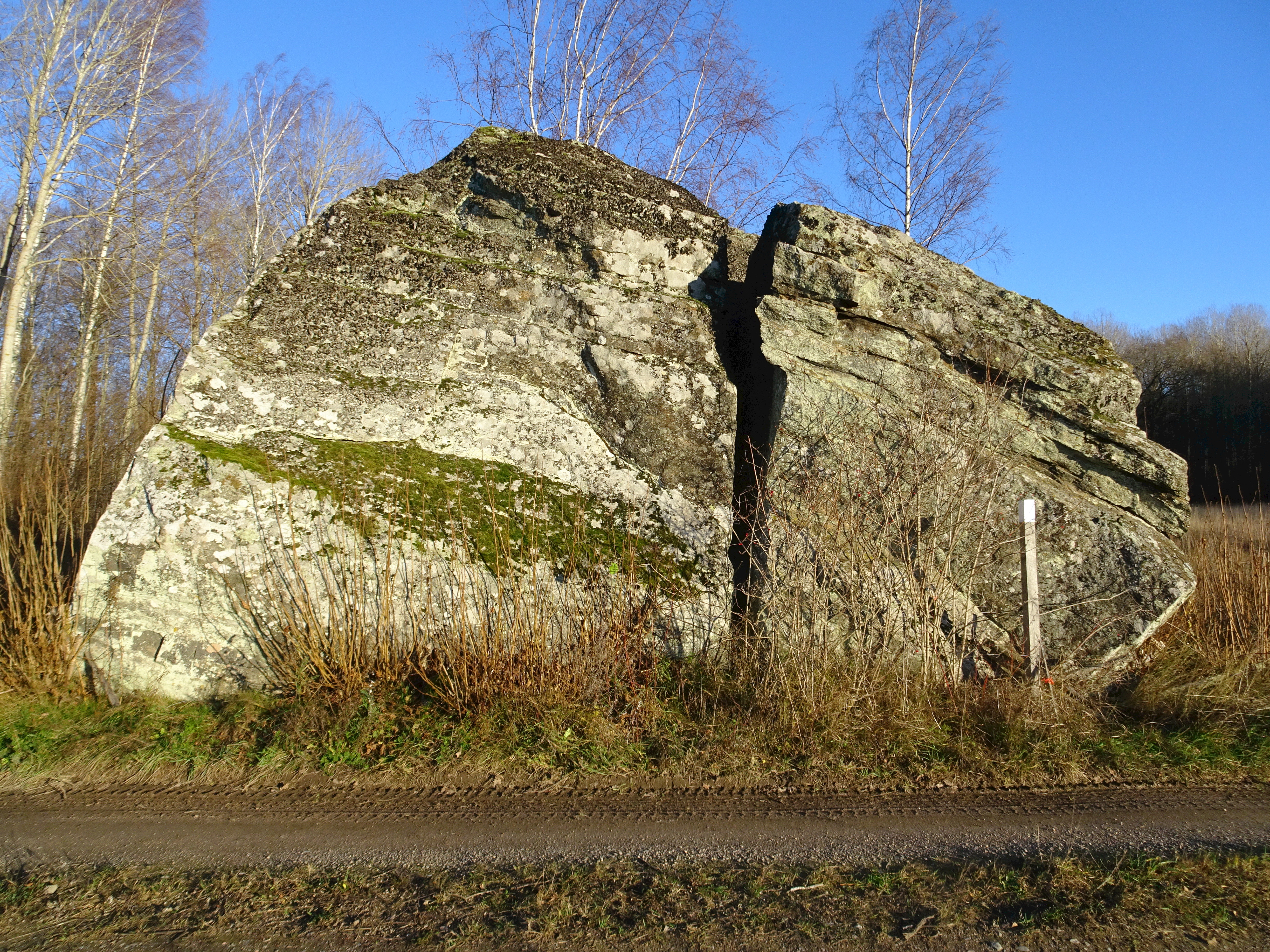
Ett flyttblock delat i två delar genom frostsprängning, finns i Strandhagen naturreservat.

Frostsprängning är en form av mekanisk vittring av bergarter, vilken är en av de viktigaste slagen av vittring inom jordens kalla regioner.
Frostsprängning sker genom att vatten tränger in i sprickor och porer och därefter fryser till is. Därigenom sker en sprängverkan genom att vattnets volym ökar 9% vid isbildning, vilket medför att sprickor vidgas och mineralkorn frigörs från berget.